# ويم كوهن
ويم كوهن (بالهولندية: Jacob Willem Cohen)‏ هو رياضياتي هولندي، ولد في 27 أغسطس 1923 في ليوواردن في هولندا، وتوفي في 12 نوفمبر 2000 في لاهاي في هولندا.